# Монмет (Айова)
Монмет (англ. Monmouth) — місто (англ. city) в США, в окрузі Джексон штату Айова. Населення — 129 осіб (2020).

## Географія
Монмет розташований за координатами 42°4′30″ пн. ш. 90°52′56″ зх. д. / 42.07500° пн. ш. 90.88222° зх. д. (42.075103, -90.882160).  За даними Бюро перепису населення США в 2010 році місто мало площу 1,46 км², уся площа — суходіл.

## Демографія
Згідно з переписом 2010 року, у місті мешкали 153 особи в 63 домогосподарствах у складі 41 родини. Густота населення становила 105 осіб/км².  Було 69 помешкань (47/км²).
Расовий склад населення:
| - 98,0 % — білих - 0,7 % — чорних або афроамериканців - 0,7 % — азіатів |

До двох чи більше рас належало 0,7 %. Частка іспаномовних становила 2,0 % від усіх жителів.
За віковим діапазоном населення розподілялося таким чином: 17,0 % — особи молодші 18 років, 67,3 % — особи у віці 18—64 років, 15,7 % — особи у віці 65 років та старші. Медіана віку мешканця становила 45,2 року. На 100 осіб жіночої статі у місті припадало 82,1 чоловіків;  на 100 жінок у віці від 18 років та старших — 95,4 чоловіків також старших 18 років.
Середній дохід на одне домашнє господарство  становив 45 037 доларів США (медіана — 40 000), а середній дохід на одну сім'ю — 52 014 долари (медіана — 40 833). За межею бідності перебувало 20,1 % осіб, у тому числі 7,7 % дітей у віці до 18 років та 29,2 % осіб у віці 65 років та старших.
Цивільне працевлаштоване населення становило 72 особи. Основні галузі зайнятості: освіта, охорона здоров'я та соціальна допомога — 27,8 %, виробництво — 23,6 %, роздрібна торгівля — 13,9 %, мистецтво, розваги та відпочинок — 12,5 %.